# Vignoles
Vignoles és un municipi francès, situat al departament de la Costa d'Or i a la regió de Borgonya - Franc Comtat. L'any 2007 tenia 729 habitants.

## Demografia

### Població
El 2007 la població de fet de Vignoles era de 729 persones. Hi havia 252 famílies, de les quals 32 eren unipersonals (16 homes vivint sols i 16 dones vivint soles), 80 parelles sense fills, 128 parelles amb fills i 12 famílies monoparentals amb fills.
La població ha evolucionat segons el següent gràfic:
Habitants censats

### Habitatges
El 2007 hi havia 276 habitatges, 253 eren l'habitatge principal de la família, 2 eren segones residències i 21 estaven desocupats. 265 eren cases i 8 eren apartaments. Dels 253 habitatges principals, 219 estaven ocupats pels seus propietaris, 30 estaven llogats i ocupats pels llogaters i 4 estaven cedits a títol gratuït; 4 tenien dues cambres, 19 en tenien tres, 62 en tenien quatre i 167 en tenien cinc o més. 214 habitatges disposaven pel capbaix d'una plaça de pàrquing. A 83 habitatges hi havia un automòbil i a 162 n'hi havia dos o més.

### Piràmide de població
La piràmide de població per edats i sexe el 2009 era:
| Homes | Edats   | Dones |
| ----- | ------- | ----- |
| 0     | 95 o +  | 4     |
| 0     | 90 a 94 | 0     |
| 0     | 85 a 89 | 4     |
| 8     | 80 a 84 | 8     |
| 8     | 75 a 79 | 8     |
| 0     | 70 a 74 | 8     |
| 16    | 65 a 69 | 8     |
| 12    | 60 a 64 | 16    |
| 12    | 55 a 59 | 8     |
| 44    | 50 a 54 | 32    |
| 36    | 45 a 49 | 28    |
| 28    | 40 a 44 | 32    |
| 20    | 35 a 39 | 28    |
| 44    | 30 a 34 | 40    |
| 20    | 25 a 29 | 16    |
| 20    | 20 a 24 | 16    |
| 16    | 15 a 19 | 8     |
| 32    | 10 a 14 | 28    |
| 20    | 5 a 9   | 40    |
| 24    | 0 a 4   | 28    |

## Economia
El 2007 la població en edat de treballar era de 470 persones, 378 eren actives i 92 eren inactives. De les 378 persones actives 353 estaven ocupades (188 homes i 165 dones) i 24 estaven aturades (10 homes i 14 dones). De les 92 persones inactives 35 estaven jubilades, 37 estaven estudiant i 20 estaven classificades com a «altres inactius».

### Ingressos
El 2009 a Vignoles hi havia 293 unitats fiscals que integraven 867 persones, la mediana anual d'ingressos fiscals per persona era de 20.289 €.

### Activitats econòmiques
Dels 74 establiments que hi havia el 2007, 1 era d'una empresa extractiva, 3 d'empreses de fabricació de material elèctric, 14 d'empreses de fabricació d'altres productes industrials, 11 d'empreses de construcció, 13 d'empreses de comerç i reparació d'automòbils, 9 d'empreses de transport, 1 d'una empresa d'hostatgeria i restauració, 1 d'una empresa d'informació i comunicació, 1 d'una empresa financera, 2 d'empreses immobiliàries, 6 d'empreses de serveis, 9 d'entitats de l'administració pública i 3 d'empreses classificades com a «altres activitats de serveis».
Dels 12 establiments de servei als particulars que hi havia el 2009, 2 eren tallers de reparació d'automòbils i de material agrícola, 2 paletes, 1 guixaire pintor, 3 fusteries, 1 lampisteria, 1 electricista, 1 perruqueria i 1 saló de bellesa.
Dels 2 establiments comercials que hi havia el 2009, 1 era una carnisseria i 1 una sabateria.
L'any 2000 a Vignoles hi havia 6 explotacions agrícoles.

## Equipaments sanitaris i escolars
L'únic equipament sanitari que hi havia el 2009 era una ambulància.
El 2009 hi havia 1 escola maternal integrada dins d'un grup escolar amb les comunes properes formant una escola dispersa i 1 escola elemental integrada dins d'un grup escolar amb les comunes properes formant una escola dispersa.

## Poblacions més properes
El següent diagrama mostra les poblacions més properes.